# Mercedes-Benz Classe C (Type 204)
La Mercedes-Benz Type 204 est une automobile produite par Mercedes-Benz de 2007 à 2014. Il s'agit de la troisième génération de la Mercedes-Benz Classe C depuis 1993.

## Présentation
Sept ans après la sortie de l'ancien modèle, DaimlerChrysler a annoncé la nouvelle génération de la Classe C le 18 janvier 2007, dévoilée au  salon de l'automobile de Genève. Les ventes ont commencé le 31 mars 2007 dans toute l'Europe.
Modèle W204.
Elle est restylée au printemps 2011.
Ces nouveaux modèles Classe C possèdent un design inspiré de la dernière Classe S et quelques fonctions de la Classe CLS.
La Classe C propose comme le reste de la gamme Mercedes des modèles quatre roues motrices appelés 4MATIC.

## Autres variantes

### Break

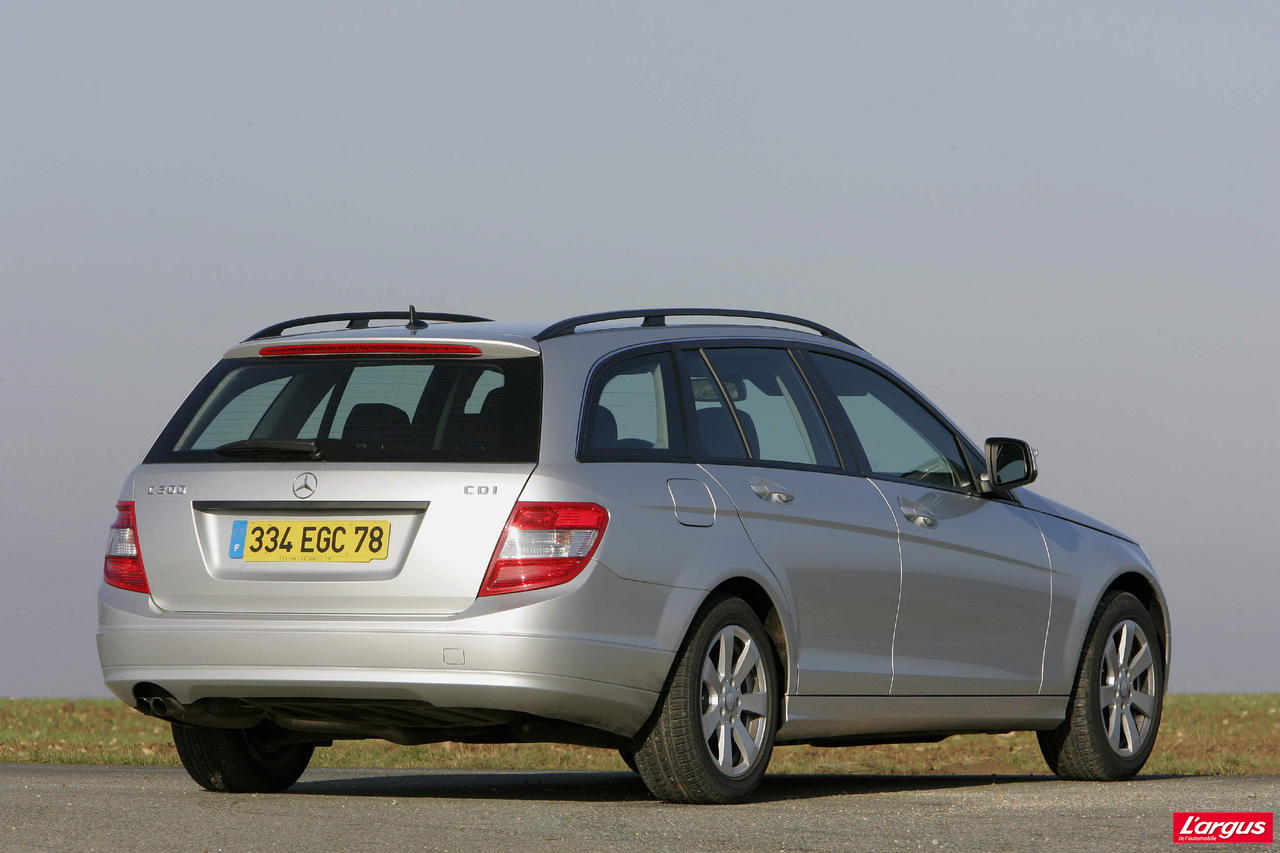

Modèle S204

### Coupé

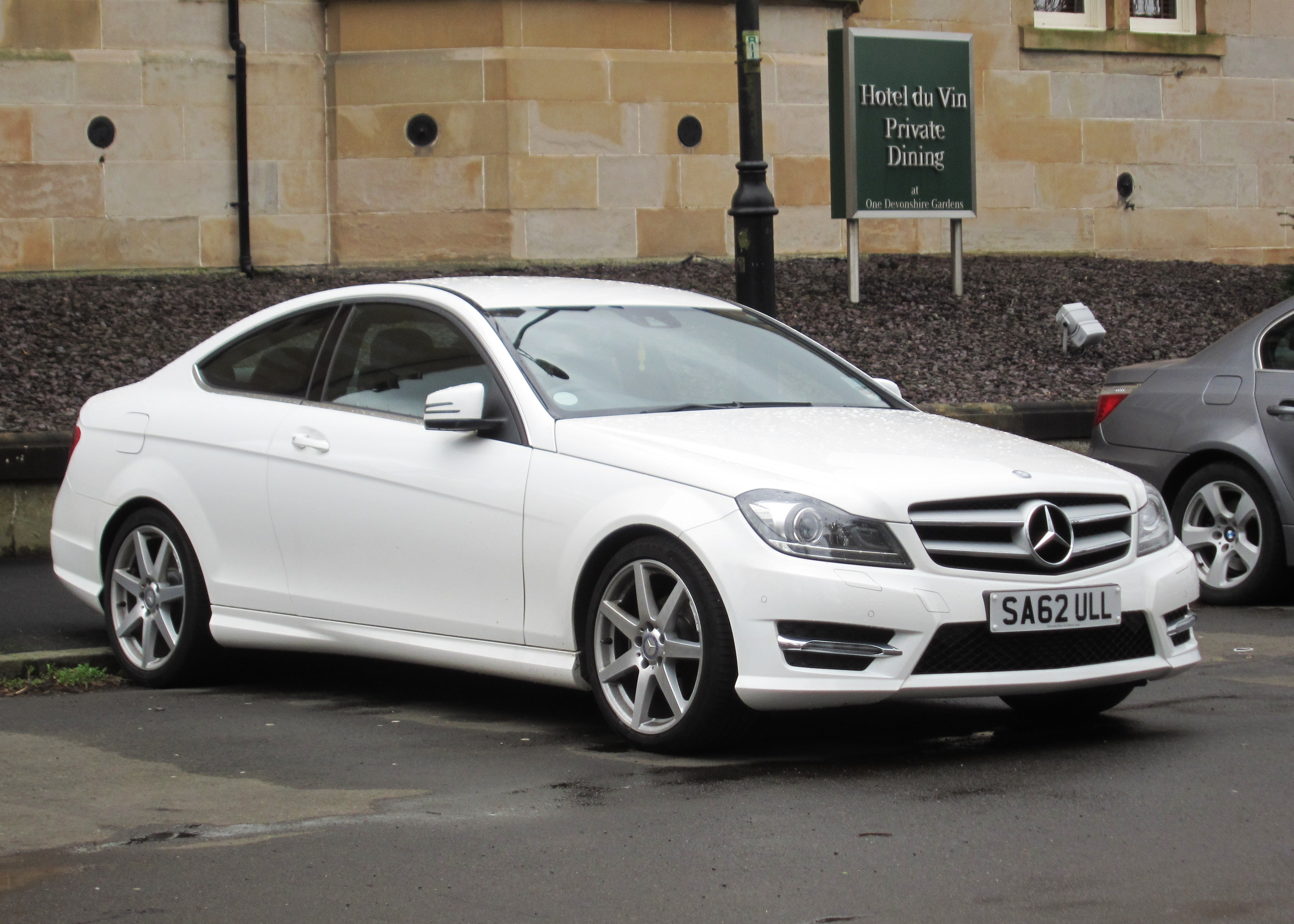
La gamme dispose d'un coupé Classe C (C204) depuis 2011.

La Classe C W204 dispose aussi d'un coupé Classe C (présenté au salon de Genève 2011), commercialisé depuis juin 2011. Modèle C204.

## Motorisations

### Diesel
| Modèle                   | Année       | Type                                                  | Puissance et Couple                                               |
| ------------------------ | ----------- | ----------------------------------------------------- | ----------------------------------------------------------------- |
| C 200 CDI                | 2007- 2009  | 2 148 cm3 turbo-diesel 16V I4 (OM 646 DE 22 LA EVO R) | 136 ch (100 kW) à 3 800 tr/min 270 N·m de 1600 à 3000 tr/min 7 CV |
| C 200 CDI BlueEFFIENCY   | 2008- 2009  | 2 148 cm3 turbo-diesel 16V I4 (OM 646 DE 22 LA EVO R) | 136 ch (100 kW) à 3 800 tr/min 270 N·m de 1600 à 3000 tr/min 7 CV |
| C 200 CDI BlueEFFIENCY   | 2009- 2014  | 2 143 cm3 turbo-diesel 16V I4 (OM 651 DE 22 LA)       | 136 ch (100kW) à 2 800-3 000 tr/min 330 N·m à 1 600-2 800 tr/min  |
| C 220 CDI                | 2007- 2009  | 2 148 cm3 turbo compressé 16V l4 (OM 646 DE 22 EVO)   | 170 ch (125 kW) à 3 800 tr/min 400 N·m à 2 000 tr/min             |
| C 220 CDI BlueEFFICIENCY | 2009 - 2014 | 2 143 cm OM 651 DE 22 LA                              |                                                                   |

Les premières motorisations diesel sont proposées sur la base commune d'un  2 148 cm3 puis en version 2 143 cm3 à partir d:
- C 180 CDI BlueEFFICIENCY : 4 cylindres en ligne - 2,1 L 120 ch (300 N m)
- C 200 CDI BlueEFFICIENCY : 4 cylindres en ligne - 2,1 L 136 ch (360 N m)
- C 220 CDI BlueEFFICIENCY : 4 cylindres en ligne - 2,1 L 170 ch (400 N m)
- C 250 CDI BlueEFFICIENCY : 4 cylindres en ligne - 2,1 L 204 ch (500 N m)
- C 250 CDI 4MATIC BlueEFFICIENCY : 4 cylindres en ligne 2,1 L 204 ch (500 N m)

- C 300 CDI (2 roues motrices ou 4MATIC) : 6 cylindres en V - 3,0 L 224 ch (520 N m)
- C 320 CDI (2 roues motrices ou 4MATIC) : 6 cylindres en V - 3,0 L 224 ch (520 N m)
- C 350 CDI (2 roues motrices) : 6 cylindres en V - 3,0 L 265 ch (620 N m)

La principale différence entre les deux premières versions et les deux suivantes est l'implantation d'un turbo pour les 180 CDI et 200 CDI contre 1 turbo variable pour les 220 CDI et 250 CDI.
AMG propose aussi un diesel V6 de 2 987 cm3 :
- C 300 CDI 4MATIC BlueEFFICIENCY : 6 cylindres en V - 3,0 L 231 ch (540 N m)
- C 350 CDI BlueEFFICIENCY : 6 cylindres en V - 3,0 L 265 ch (620 N m)[1]

### Essence
Par ailleurs, la Classe C dispose d'un vaste choix de motorisations essence développant entre 156 et 517 ch, basées sur des moteurs 1,6 litre, 1,8 litre, 3,5 litres et 6,2 litres :
- C 180 BlueEFFICIENCY : 1,6 L 156 ch (250 N m)
- C 200 BlueEFFICIENCY : 1,8 L 184 ch (270 N m)
- C 250 BlueEFFICIENCY : 1,8 L 204 ch (310 N m)

La Classe C est également proposée en V6
- C 350 : 3,5 L 272 ch (350 N m)
- C 350 CGI BlueEFFICIENCY : 3,5 L 292 ch (365 N m
- C 350 CGI BlueEFFICIENCY : 3,5 L 306 ch (370 N m)

Une version spécifique de la Classe C, développée en collaboration avec le préparateur AMG, est animée par un V8 atmosphérique de 6,2 litres fournissant 457 ch, dont le couple atteint 600 N m :
- C 63 AMG : 6,2 L 457 ch (600 N m)
- C 63 AMG Pack Performance (P30) : 6,2 L 457 ch (600 N m)
- C 63 AMG Pack Performance Plus (P31) : 6,2 L 487 ch (600 N m)
- C 63 AMG Pack Performance Plus Edition P.Yvon : 6,2 L 498 ch (610 N m)
- C 63 AMG 507 Legacy édition (Gounod) : 6.2L 507ch  (610Nm)
- C 63 AMG Black Series : 6,2 L 517 ch

La C 63 AMG abat le 0 à 100 km/h en 4,6 secondes (4,5 avec le Pack Performance).
Ce bloc moteur, modifié, est déjà présent dans les :
- Classe M (510 ch)
- Classe CLS (514 ch)
- Classe E (514 ch)
- Classe CLK (481 ch)
- Classe S (525 ch)

## Finitions

### Classic
ESP, ABS, lecteur CD, climatisation automatique bi-zone, ordinateur de bord, allumage automatique des phares, régulateur de vitesse, 7 airbags, vitres électriques avant et arrière, sièges avant réglables électriquement, jantes alliages 16 pouces, contrôle de pression des pneus par l'ordinateur de bord, calandre multiples barrettes chromées sans logo, étoile sur le capot moteur.

### Elegance
Volant gainé de cuir, touches de chrome, accoudoir central aux places arrière, calandre multiples barrettes chromées sans logo, étoile sur le capot moteur.

### Avantgarde
Jantes alliages de 17 pouces, touches d'aluminium, calandre avec 3 barrettes et logo au centre.

### Pack AMG
Kit carrosserie AMG, comprenant des jupes latérales, un spoiler avant et arrière des disques avant perforés et inscriptions "Mercedes-Benz." sur les freins avant. Tapis de sol avec le monogramme AMG pédales de freins et d'accélérateur en aluminium. Pommeau de vitesse en aluminium, palettes au volant boîte automatique 7 G-TRONIC/7 G-Tronic Plus (sur les versions essence) et 7 G-TRONIC SPEEDSHIFT (sur la 63 AMG), jantes à bâtons 17 pouces. Jantes 18 pouces pour la 63 AMG, diffuseur arrière et double flux de 4 sorties (63 AMG).